# Carglass
Carglass is een bedrijf op het gebied van autoruitreparatie en autoruitvervanging. Het is onderdeel van Belron, dat voor 94,85% eigendom is van het bedrijf D'Ieteren, is een bedrijf dat internationaal actief is in deze sector.

## Geschiedenis
De onderneming werd in 1979 in Hasselt opgericht door de Belgische familie Leroi. Deze familie had in België een groothandel in autoruiten. Carglass Nederland begon haar activiteiten in 1982 met de overname van groothandel Mobielglas. Het eerste eigen filiaal werd gestart in Eindhoven, het tweede in Heerlen.
Sinds 1987 is Carglass onderdeel van de Zuid-Afrikaanse groep Belron. De echte doorbraak en grootste groei werd gerealiseerd vanaf 1989 toen het aantal vestigingen, aantal medewerkers en omzet enorm snel vermeerderde. Eind jaren negentig kwam het bedrijf weer in Belgische handen doordat de autogroep D'Ieteren een aandelen meerderheid overnam. De overige aandelen zijn in handen van de Belgische investeringsgroep Cobepa.
In 2016 startte Carglass met het herstellen van kleine autoschades. In 2019 kondigde het bedrijf aan met deze service te stoppen, vanwege een tegenvallend aantal gemelde autoschades. Op dat moment bood Carglass deze dienst aan in 24 vestigingen, onder de naam Carmetics. Medewerkers die in deze tak werkzaam waren, kregen zoveel mogelijk binnen het bedrijf een andere plek. Voor een onbekend aantal personen volgde ontslag.
Belron nam in 2020 de autoglas-activiteiten over van autoserviceketen A.T.U., de grootste garageketen van Duitsland. Sindsdien verzorgt Carglass de autoruitreparaties en -vervangingen in de bijna 600 A.T.U.-verkooppunten in Duitsland en Oostenrijk.
In dezelfde week kondigde Belron aan de dienstverlening in Frankrijk in te krimpen. Het voerde onderhandelingen over de verkoop van Carglass Maison, voor autoreparaties aan huis, aan de Duitse holding Mutares en HomeServe France, dat onderdeel is van een Britse beursgenoteerde groep met dezelfde naam.